# Whispers in the Shadow
Whispers in the Shadow is een van oorsprong gothicrockband uit Oostenrijk, opgericht in 1996. De bandnaam is geïnspireerd op het verhaal The Whisperer in Darkness van H.P. Lovecraft. De teksten gaan voornamelijk over occulte en mystieke ideeën.

## Geschiedenis
Whispers in the Shadow werd opgericht door Ashley Dayour (zang en gitaar, als soloproject naast zijn werk als gitarist voor L'Âme Immortelle & Veneno para las Hadas) in 1996.
De band ontwikkelde zich snel tot een echte band met een volledige bezetting. In 1997 werd het eerste album uitgegeven, Laudanum. In 1999 gevolgd door November. Het geluid van de eerste twee cd's is sterk beïnvloed door het album Pornography van The Cure.
In 2000 gaf de band zijn derde album uit, A Taste of Decay, wat als een vertrek gezien kan worden naar een meer rock-georiënteerd geluid. In 2001 werd dit album opgevolgd door Permanent Illusions, waarmee de band definitief brak met zijn verleden in de gothic rock. In plaats daarvan kregen psychedelische- en progressieve-rockbands zoals Pink Floyd invloed op het geluid van de nummers van Whispers in the Shadow.

## Discografie
- 1996 - Descent (demotape, compilatie)
- 1997 - Laudanum
- 1999 - November
- 2000 - Autumn Leaves and Trippy Dreams (live-ep)
- 2000 - A Taste of Decay
- 2001 - Permanent Illusions
- 2003 - Everything You Knew was Wrong (live-dubbelalbum)
- 2007 - A Cold Night (live in Wenen, 25 oktober 2006)
- 2008 - Into the Arms of Chaos (How to Steal the Fire from Heaven)
- 2008 - Into the Arms of Chaos (beperkte oplage met dvd van 70 min. incl. liveconcert 2008)